# Arpad Wigand
Arpad Wigand, född 13 januari 1906 i Mannheim, död 26 juli 1983 i Mannheim, var en tysk SS-Oberführer. Han var SS- och polischef i Warszawa 1941–1943.

## Biografi
Wigand närvarade i januari 1940 vid ett möte i Erich von dem Bach-Zelewskis högkvarter i Breslau. Vid mötet väcktes tanken på att inrätta ett koncentrationsläger i den schlesiska orten Oświęcim, på tyska Auschwitz. Wigand påpekade att de schlesiska fängelserna inte längre var tillräckliga för att hysa de polska partisaner och motståndskämpar som gripits av den tyska säkerhetstjänsten.
Under andra världskrigets senare del stred Wigand i bland annat 7. SS-Freiwilligen-Gebirgs-Division Prinz Eugen. I krigets slutskede greps han av allierade soldater, men utlämnades till Polen där han år 1950 dömdes som krigsförbrytare till femton års fängelse. År 1956 släpptes han och återvände till Tyskland. I december 1981 dömdes Wigand av en domstol i Hamburg till tolv och ett halvt års fängelse.

## Befordringar
- Sturmführer: 17 augusti 1931 (Efter de långa knivarnas natt år 1934 fick graden benämningen Untersturmführer.)
- Sturmhauptführer: 9 november 1932 (Efter de långa knivarnas natt år 1934 fick graden benämningen Hauptsturmführer.)
- Sturmbannführer: 11 juni 1933
- Obersturmbannführer: 14 maj 1934
- Standartenführer: 15 september 1935
- Untersturmführer i reserven (Waffen-SS): 1 april 1938
- Oberführer: 20 april 1938
- Obersturmführer i reserven (Waffen-SS): 24 februari 1943
- Hauptsturmführer i reserven (Waffen-SS): 30 januari 1944